# Wojciech Sadley
Wojciech Sadley (ur. 3 kwietnia 1932 w Lublinie, zm. 5 października 2023 w Warszawie) – polski artysta. Uprawiał rysunek, malarstwo, collage, tkaninę unikatową i eksperymentalną, kompozycję przestrzenną. Był profesorem w Akademii Sztuk Pięknych w Warszawie.

## Życiorys
W 1962 roku wziął udział w I Międzynarodowym Biennale Tkaniny w Lozannie (Biennale Internationale de la Tapisserie), które przyczyniło się do rozpropagowania na świecie polskiej tkaniny artystycznej i ich twórców. W roku 1969 otrzymał Nagrodę Ministerstwa Kultury i Sztuki III. stopnia.
W 1994 roku Elżbieta Dryll-Glińska zrealizowała film dokumentalny o twórczości i życiu Wojciecha Sadleya.
Jego prace znajdują się m.in. w zbiorach Centralne Muzeum Włókiennictwa, Zachęty Narodowej Galerii Sztuki. 27 grudnia 2024 otwarto  wystawę "Wojciech Sadley. Sacrum i profanum - współczesny dyskurs".